# Costalungapas
De Costalungapas (Italiaans: Passo di Costalunga / Duits: Karerpass / Ladinisch: Pas de Mont) ligt op de grens van de Italiaanse provincies Trente en Zuid-Tirol. Tevens is het de Italiaans-Duitse taalgrens, in het gebied ten oosten van de pas wordt zelfs nog een derde taal gesproken: Ladinisch. De Costalungapas is het gehele jaar geopend. Samen met de Pordoipas en Falzaregopas vormt de Costalungapas de Dolomietenweg.
De route naar de pas vanuit het westen begint in Kardaun (Cardano) in het brede dal van de rivier de Eisack (Isarco). Hier opent zich het Valle d'Ega (Eggental) dat in het eerste deel een kloof vormt. Na een aantal kilometer verbreedt het dal zich. De goede weg klimt door dichte bossen en dorpen in Tiroler bouwstijl omhoog naar het Lago di Carezza. Het water heeft een helder blauwgroene kleur met op de achtergrond dichte naaldbossen waar de torens van de Latemar boven uitpriemen.
Vlak na het meer ligt Carezza al Lago. Deze plaats is een belangrijk toeristenoord met grote hotels, een golfbaan en een bergbaan naar het Rifugio Paolina op 2126 meter hoogte. Bij Carezza al Lago takt aan de rechterkant de weg af naar de Nigrapas die langs de westflank van het Rosengartenmassief loopt. De pashoogte van de Costalunga ligt een drietal kilometers verder. Hier is het uitzicht op de zuidflank van de Rosengarten en de verderweg liggende Marmolada goed. De tien kilometer lange afdaling naar Vigo di Fassa verloopt gemakkelijk over bosrijke hellingen.